# Sajevce, Kostanjevica na Krki
Sajevce este o localitate din comuna Kostanjevica na Krki, Slovenia, cu o populație de 29 de locuitori.